# جيم ستوفال
جيم ستوفال (بالإنجليزية: Jim Stovall)‏ (3 أغسطس 1958، تلسا في الولايات المتحدة)؛ روائي أمريكي.

## روابط خارجية
- جيم ستوفال على موقع IMDb (الإنجليزية)
- جيم ستوفال على موقع قاعدة بيانات الفيلم (الإنجليزية)